# 田中隼人 (サッカー選手)
田中 隼人（たなか はやと、2003年11月1日 - ）は、千葉県鎌ケ谷市出身のプロサッカー選手。Jリーグ・柏レイソル所属。ポジションはディフェンダー（センターバック、左サイドバック）。

## 略歴
柏レイソルのアカデミー出身。U-18チームに所属していた2020年10月、2種登録選手としてトップチームに登録された。2021年シーズンも引き続きトップチームに帯同し、4月21日のYBCルヴァンカップGS第3節・湘南ベルマーレ戦でトップチームデビューを果たした。10月6日、2022年シーズンからのトップチーム昇格内定が発表された。
2022年7月30日、J1第23節・ヴィッセル神戸戦で先発し、Jリーグ初出場を果たした。また、この試合で自身初クリーンシートを達成した。
2024年1月11日、V・ファーレン長崎に育成型期限付き移籍で加入することが発表された。
同年末、柏レイソルへの復帰が発表された。

## 所属クラブ
- ミナトSC（鎌ケ谷市立初富小学校）
- 2016年 - 2018年 柏レイソルU-15（鎌ケ谷市立第五中学校）
- 2019年 - 2021年 柏レイソルU-18（日本体育大学柏高等学校）
  - 2020年10月 - 2021年  柏レイソル（2種登録選手）
- 2022年 -   柏レイソル
  - 2024年 - 同年12月  V・ファーレン長崎（育成型期限付き移籍）

## 個人成績
| 国内大会個人成績 | 国内大会個人成績 | 国内大会個人成績 | 国内大会個人成績 | 国内大会個人成績 | 国内大会個人成績 | 国内大会個人成績 | 国内大会個人成績 | 国内大会個人成績 | 国内大会個人成績 | 国内大会個人成績 | 国内大会個人成績 |
| 年度             | クラブ           | 背番号           | リーグ           | リーグ戦         | リーグ戦         | リーグ杯         | リーグ杯         | オープン杯       | オープン杯       | 期間通算         | 期間通算         |
| 年度             | クラブ           | 背番号           | リーグ           | 出場             | 得点             | 出場             | 得点             | 出場             | 得点             | 出場             | 得点             |
| 日本             | 日本             | 日本             | 日本             | リーグ戦         | リーグ戦         | リーグ杯         | リーグ杯         | 天皇杯           | 天皇杯           | 期間通算         | 期間通算         |
| ---------------- | ---------------- | ---------------- | ---------------- | ---------------- | ---------------- | ---------------- | ---------------- | ---------------- | ---------------- | ---------------- | ---------------- |
| 2021             | 柏               | 47               | J1               | 0                | 0                | 3                | 0                | 0                | 0                | 3                | 0                |
| 2022             | 柏               | 32               | J1               | 4                | 0                | 3                | 0                | 1                | 0                | 8                | 0                |
| 2023             | 柏               | 20               | J1               | 3                | 0                | 4                | 0                | 4                | 0                | 11               | 0                |
| 2024             | 長崎             | 5                | J2               | 38               | 1                | 2                | 0                | 2                | 0                | 42               | 1                |
| 2025             | 柏               | 5                | J1               |                  |                  |                  |                  |                  |                  |                  |                  |
| 通算             | 日本             | 日本             | J1               | 7                | 0                | 10               | 0                | 5                | 0                | 22               | 0                |
| 通算             | 日本             | 日本             | J2               | 38               | 1                | 2                | 0                | 2                | 0                | 42               | 1                |
| 総通算           | 総通算           | 総通算           | 総通算           | 45               | 1                | 12               | 0                | 7                | 0                | 64               | 1                |

- 2020年・2021年は2種登録選手（背番号47、2020年は出場無し）。

出場歴
- Jリーグ初出場 - 2022年7月30日 J1第23節 ヴィッセル神戸戦 (ノエビアスタジアム神戸)
- Jリーグ初得点 - 2024年9月15日 J1第31節 いわきFC戦 (ハワイアンズスタジアムいわき)

## 代表歴
- U-19日本代表
  - AFC U20アジアカップ予選（2022年）
  - スペイン遠征（2022年）
- U-20日本代表
  - AFC U20アジアカップ（2023年）
  - FIFA U-20ワールドカップ（2023年）